# Pokémon Go
Pokémon Go je mobilna aplikacija i igra za ručne mobilne uređaje kao što su pametni telefoni i tablična računala. Igru je razvila američka softverska tvrtka Niantic Labs za operacijske sustave iOS i Android. Igra je vezana uz poziciju u prostoru i uz proširenu stvarnost. Igru određuje globalni pozicijski sustav (GPS) i mobilno lociranje podataka o lokaciji igrača i stavlja ga praktički na zemljovid koji se temelji na Google Maps. Igra se obično igra na otvorenom gdje su dostupni GPS signali i rabi znamenitosti i upadljive objekte u stvarnom, materijalnom svijetu za oblikovanje virtualnog svijeta igre.
Igra je besplatna i financira se kupnjama unutar same aplikacije. Takozvane Pokékovanice su valuta koja se može zamijeniti za premium predmete.

## Povijest razvoja
Dne 2014 Nintendo, The Pokémon Company i Google radili su skupa na projektu za 1. travnja u kojem su pokemoni trebali pojaviti na Google kartama. Na ovom konceptu radili su Satoru Iwata (Nintendo) i Tsunekazu Ishihara (The Pokémon Company), koji su kada su vidjeli reakcije oko prvotravanjske šale u medijima i prihvaćanje od strane javnost dobili poticaja i podršku da nastave sa sličnim projektom.

## Igra

### Kretanje kroz prostor
Igra tjera igraće da se kreću po stvarnome svijetu i love Pokemone.

### Pokéstanice i Pokédvorane
Najčešće se nalaze na važnim mjestima npr. spomenicima, crkvama, spomen - pločama, kipovima itd.
Pokestanice (Pokestops) su mjesta u igri gdje igrači mogu vrtjeti po disku s fotografijom (photo disc) da dobiju razne predmete kao što su Pokelopte, maline (Razz Berry), lijekove (Potion) i druge.
Pokedvorane (Gyms) su mjesta u igri gdje se treneri odlaze boriti kako bi dobili bedž (Gym Badge), te postavili svog Pokemona u dvoranu. Postoji posebna vrsta bitki pod nazivom Raid Battles. To su bitke koje se na dvoranama dešavaju samo u određeno vrijeme, a traju 2 sata. Raid Battleovi funkcioniraju tako da se na dvorani pojavi jedan jako snažan Pokemon, a treneri ga pokušaju pobijediti, a potom uhvatiti. Raid Battles tjeraju trenere da surađuju, bez obzira na tim. Trenutno u igrici postoje tri tima: Mystic (plavi), Valor (crveni) i Instinct (žuti).

### Hvatanje Pokémona
Nakon što trener naiđe na Pokemona, potrebno je kliknuti na njega. Nakon toga, na vašem zaslonu pojavit će se Pokemon kojeg je potrebno uhvatiti tako da bacite lopticu na njega. Na raspolaganju su vam tri loptice: Pokeball, Great Ball i Ultra Ball, te također voća koja koriste da se Pokemon lakše uhvati: Razz Berry, Nanab Berry, Pinap Berry i Golden Razz Berry. Također, Pokemon vam može odbiti lopticu (Dodge), pobjeći iz loptice (broke Free), ili vam totalno pobjeći, da ga više nemate šanse uhvatiti (Flee). Postoje i mamci koji privlače Pokemone: Incence i Lure Module. Incence privlači Pokemone na vašu lokaciju, a Lure Module ih privlaći na Pokestanicu.

## Vanjske poveznice
- Službena stranica
- Službena stranica Niantica